# Englefontaine
Englefontaine is een gemeente in het Franse Noorderdepartement (Frans: département du Nord) (regio Hauts-de-France). De plaats maakt deel uit van het arrondissement Avesnes-sur-Helpe. Englefontaine telde op 1 januari 2022 1.290

## Geografie
De oppervlakte van Englefontaine bedroeg op 1 januari 2022 4,62 vierkante kilometer; de bevolkingsdichtheid was toen 279,2 inwoners per km².

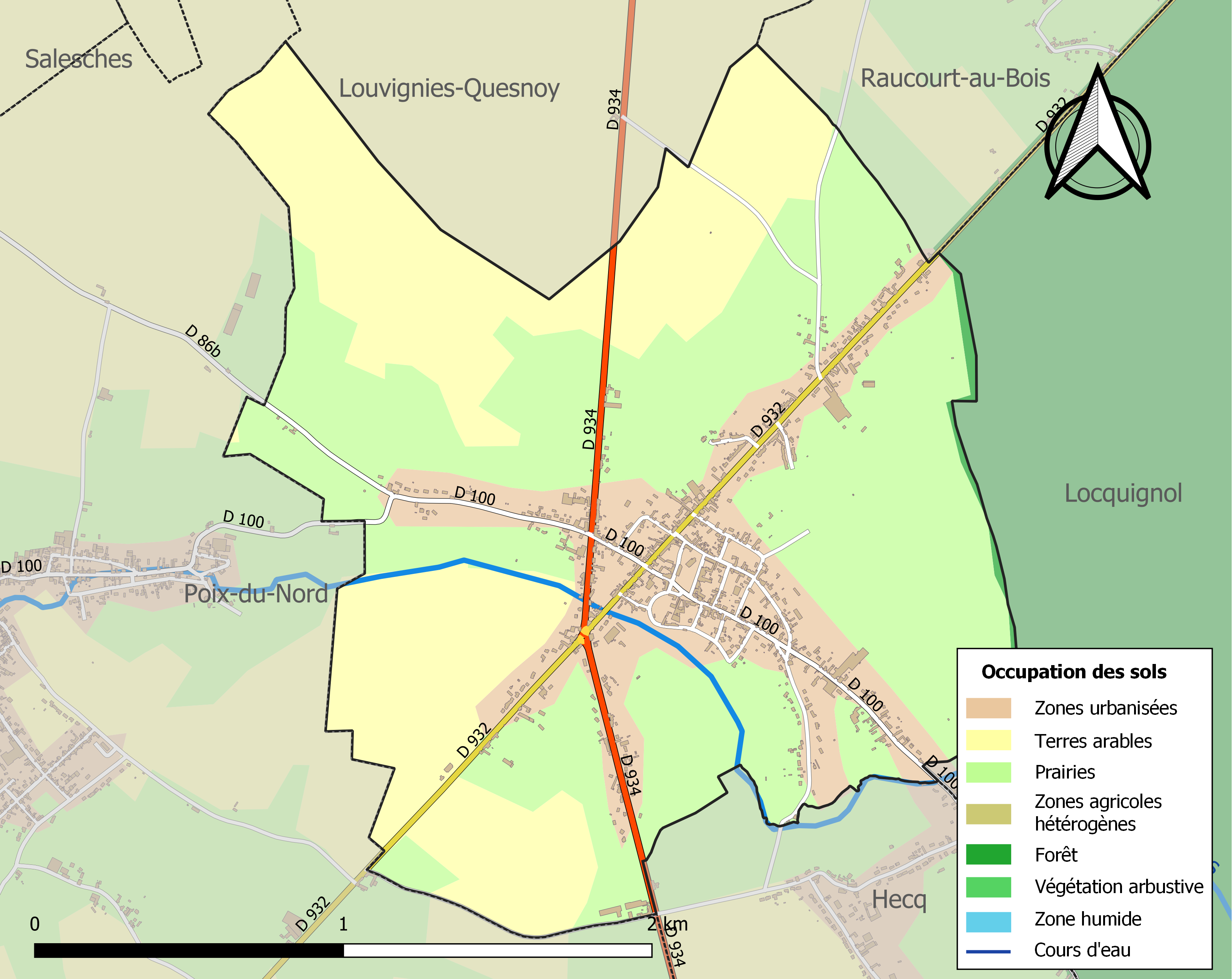
Kaart van de gemeente met belangrijkste infrastructuur, bodemgebruik en omliggende gemeenten

## Demografie
Onderstaande figuur toont het verloop van het inwonertal (bron: INSEE-tellingen).

## Geschiedenis
Englefontaine was gedurende een groot deel van de Eerste Wereldoorlog in Duitse handen, maar werd  op 26 oktober 1918 tijdens het geallieerde eindoffensief door de 18th en 33rd Divisions ingenomen.

## Militaire begraafplaats
In de gemeente ligt de militaire begraafplaats Englefontaine British Cemetery.